# جريتا أندرسن (سباحة)
جريتا ماري أندرسن (والمُلقبة بأسماء أزواجها جيبسين وسونيشسن وفيريس، من مواليد 1 مايو 1927، وتُوفيت 6 فبراير 2023) هي سباحة دنماركية فازت بميدالية ذهبية وفضية في سباق 100 متر في مسابقات السباحة الحرة في الألعاب الأولمبية الصيفية 1948. انتقلت إلى الولايات المتحدة في منتصف الخمسينيات حيث سجلت عدة أرقام قياسية عالمية في السباحة الماراثونية لمسافات تصل إلى 50 ميلاً.

## حياتها المبكرة
وُلدت جريتا أندرسن في 1 مايو 1927 في كوبنهاغن لأبويها موريس بيتر أندرسن وشارلوت إيمرينتز بينيديكت نيلسن.

## مهنة السباحة
بدأت جريتا السباحة في نادٍ بعمر 16 عامًا أثناء ممارسة الجمباز أيضًا. وفي عام 1947، فازت بميداليتين أوروبيتين في أول مسابقة دولية لها. فازت في العام التالي بميداليتين أخريتين في أولمبياد لندن، الميدالية الذهبية في سباق 100 متر حرة والفضية في سباق التتابع الحر 4 × 100 متر. فشلت في إنهاء سباق 400 متر حرة بسبب تقلصات مفاجئة في المعدة، وأُغمي عليها وأنقذها زملاؤها المنافسون نانسي ليز وإيمير سزاثماري من الغرق. وبحسب ذكرياتها، فإن الحقنة التي أعطاها لها طبيب فريق السباحة لتأخير الدورة الشهرية تسببت في إصابة ساقيها بالشلل وإغماءها بعد ذلك. سجلت جريتا في عام 1949 الرقم القياسي العالمي في سباق 100 ياردة حرة بزمن قدره 58.2 ثانية، والذي استمر لمدة سبع سنوات. وشاركت في ثلاثة سباقات في أولمبياد 1952، لكنها لم تتمكن من استخدام ساق واحدة بسبب عملية جراحية حديثة في الركبة،  وفشلت في الحصول على أي ميدالية. وكانت أفضل نتيجة لها في تلك الألعاب هي حصولها على المركز الرابع في سباق التتابع الحر 4 × 100 متر. وفازت خلال مسيرتها المهنية في أوروبا بتسعة ألقاب فردية في الدنمارك، والعديد من الألقاب الجماعية، وأربعة ألقاب إسكندنافية فردية.
هاجرت جريتا في عام 1953 إلى لونج بيتش بكاليفورنيا، وحصلت على الجنسية الأمريكية في عام 1959 بينما كانت لا تزال متزوجة من زوجها الثاني جون سونيشسن في لونج بيتش. تحولت هناك إلى السباحة الماراثونية وأصبحت أول شخص يسبح في قناة رئيسية في ذهابًا وإيابًا (قناة سانتا كاتالينا في عام 1958). كما سجلت أرقامًا قياسية عالمية في سباقات 10 و 25 و 50 ميل. وعبرت بين عامي 1957 و1965 القناة الإنجليزية ست مرات، مسجلة رقمًا قياسيًا لمعظم سباحات القناة كامرأة، بالإضافة إلى رقم قياسي في السرعة للسيدات عند 10:59 ساعة في عام 1958. كما سجلت رقمًا قياسيًا غير رسمي لأطول سباحة في القناة، أثناء محاولتها عبور القناة ذهابًا وإيابًا لمدة 23 ساعة في عام 1964.
أُدرج اسم جريتا أندرسن عام 1969 في قاعة المشاهير الدولية للسباحة. وفي عام 2015، كرمتها قاعة المشاهير الدولية للسباحة بجائزة الإنجاز مدى الحياة.

## حياتها الشخصية
بعد زواج سابق انتهى بالطلاق من المهندس الدنماركي هيلج جيبسن في فالبي بكوبنهاغن عام 1952، تزوجت جريتا من جون سونيشسن في لونج بيتش عام 1957. افتتح الزوجان مدرسة للسباحة في لوس ألاميتوس عام 1960. ظلت المدرسة موجودة حتى عام 1980. كانت جريتا من رواد سباحة الأطفال، واستمرت في عملها كمدربة سباحة أيضًا بعد إغلاق المدرسة. انفصلت جريتا وسونيتشسن، وتزوجت في عام 1966من الطبيب المجري أندريه فيريس في نيفادا. عاش الزوجان لسنوات عديدة في شاطئ هنتنغتون، وانتقلا في عام 2017 إلى سولفانغ.
تُوفيت جريتا أندرسن في منزلها في سولفانغ بكاليفورنيا في 6 فبراير 2023، عن عمر ناهز 95 عامًا

## كتب
- أندرسن، جريتا (1952). صعود وهبوط فتاة السباحة. أوكلك:77313167.[14]